# Epepeotes vestigialis
Epepeotes vestigialis là một loài bọ cánh cứng trong họ Cerambycidae.